# Ceremonia de inauguración de la Exposición Internacional de Zaragoza 2008
La Exposición Internacional Zaragoza 2008 fue inaugurada por el rey de España, Juan Carlos I el viernes 13 de junio de 2008.

El acto, que se desarrolló en dos escenarios diferentes, el Palacio de Congresos y la Plaza Expo, lo presenciaron 1.400 invitados.
En la noche del sábado 14 de junio, los invitados a la gala de inauguración se unieron a la familia real alrededor de la Plaza Expo, para contemplar el espectáculo pirotécnico Iluminar, con el que se daba inicio a la Expo 2008. Ocho seres luminosos, en representación de las criaturas del océano, invadieron la Torre del Agua, de la que surgieron doce figuras inflables y decenas de marionetas manipuladas por treinta actores. La conjunción de la música y las formas, engrandecidas.

## Cobertura informativa
- La 2 y Aragón TV retrasmiten la inauguración
- 700 periodistas cubrieron el evento